# Rafaela Włodarczak
Rafaela Włodarczak, właściwie Helena Józefa Włodarczak (ur. 11 kwietnia 1931 w Głuchowie, zm. 12 grudnia 2019 w Poznaniu) – polska zakonnica (elżbietanka), misjonarka, założycielka sierocińców w Jerozolimie i Betlejem, dama orderów.

## Życiorys
W 1967 razem z siostrą Imeldą Płotką zajęła się z niesieniem pomocy dla porzuconych i osieroconych dzieci w Jerozolimie, a także była inicjatorką założonego przez siebie sierocińca Domu Pokoju w Betlejem oraz na Górze Oliwnej.
Zmarła 12 grudnia 2019.

## Odznaczenia i wyróżnienia
- 2016: Odznaka honorowa „Zasłużony dla Kultury Polskiej”[4]
- 2017: Krzyż Pro Ecclesia et Pontifice[4]
- 2017: Krzyż Kawalerski Orderu Odrodzenia Polski[4]